# Банду Єльцина - під суд!
«Банду Єльцина – під суд!» — Популярне гасло політичної опозиції в 1990-і в Росії. Противники президента Бориса Єльцина, які виступали проти політичного й економічного курсу, який проводив його команда, писали це гасло на плакатах і скандували на мітингах. У пресі згадується з 1992.
21 червня 1996 в газеті Московський комсомолець з'явилася карикатура художника Олексія Мерінова, де Єльцин, озираючись на народ, наклеює на стіні Кремля свій указ «Банду Єльцина – під суд! »за підписом «Б. Єльцин». Карикатура вийшла після того, як Єльцин відправив у відставку діячів свого оточення — начальника служби безпеки президента Олександра Коржакова, директора ФСБ Михайла Барсукова та першого віце-прем'єра Олега Сосковця внаслідок скандалу, що виник під час передвиборчої кампанії («коробка з-під ксероксу») . Публіцист Леонід Радзиховський назвав цей малюнок «відомою карикатурою».
У 2000-х низка ЗМІ високо оцінювала саму можливість скандувати це гасло під час правління Єльцина, вважаючи сам цей факт проявом свободи   — як писала у 2000 Незалежна газета, гасло є «неодмінним атрибутом усіх комуністичних мітингів». Політик Гаррі Каспаров називав гасло «зворотним зв'язком». Політолог Володимир Абрамов зазначав, що «майже всі 1990-ті пройшли на тлі масових акцій» під цим гаслом. Гасло використовується під час ходи КПРФ та інших опозиційних рухів на згадку про загиблих захисників Білого дому жовтня 1993.